# جسامین دوک
جسامین دوک (انگلیسی: Jessamyn Duke؛ زادهٔ ۲۴ ژوئن ۱۹۸۶) ورزشکار هنرهای رزمی ترکیبی و کشتی‌گیر کشتی حرفه‌ای اهل ایالات متحده آمریکا است.